# Anastase d'Alexandrie
Anastase d'Alexandrie est un  patriarche copte d'Alexandrie de 607 au 19 décembre 619. Il est mentionné dans une correspondants de Sophrone de Jérusalem à Serge Ier de Constantinople